# Городецкий, Владимир Михайлович
Владимир Михайлович Городецкий (20 июня 1924 года, Ленинград, РСФСР, СССР — 11 января 1977 года, Ленинград, РСФСР, СССР) — советский художник декоративно-прикладного искусства, член-корреспондент Академии художеств СССР (1975).

## Биография
Родился 20 июня 1924 года в Ленинграде.
В 1941 году окончил художественную студию при Ленинградском художественно-педагогическом училище, учился у В. А. Разумовского.
В конце 1940-х годов окончил живописную мастерскую Ленинградского фарфорового завода имени М. В. Ломоносова, у Н. М. Суетина, А. В. Щекатихиной-Потоцкой, на этом заводе в дальнейшем работал художником, а с 1976 по 1977 годы — главным художником.
В 1975 году избран членом-корреспондентом Академии художеств СССР.
Умер 11 января 1977 года в Ленинграде. Похоронен на Большеохтинском кладбище Санкт-Петербурга.

## Творческая деятельность

Барельеф на торцевой стене подземного зала

Автор образцов росписей и форм фарфоровых изделий массового и уникального производства. Занимался восстановлением техники подглазурной росписи фарфора. Исполнил росписи: вазы — «Московская» (1950), «250 лет Ленинграду» (1957), «Труд и мир» (1967), «Натюрморт» (1969), «Птицы» (1970), «Победа — мир» (1975); чайный сервиз «Цветы севера» (1969), декоративный комплект «Сюита в синих тонах» (1974). Монументально-декоративные панно «Синяя птица» (1964), «Птицы и Солнце» (кафетерий ресторана «Москва», г. Ленинград, 1964).
Автор художественной композиции, посвященной М. В. Ломоносову, на торцевой стене подземного зала станции метро Ломоносовская.

## Награды
- Заслуженный художник РСФСР (1970)
- Государственная премия РСФСР имени И. Е. Репина (1970) — за создание высокохудожественных образцов фарфоровых изделий